# El color prohibido
El color prohibido (禁色 Kinjiki?) es una novela japonesa de Yukio Mishima publicada en 1951 (cuya segunda parte, El placer prohibido (禁色 秘楽 Higyō?), se publicó en 1953). La palabra japonesa kinjiki es un eufemismo para referirse a la homosexualidad masculina. El kanji 禁 significa «prohibición», mientras que 色 tiene las definiciones de «color» y «amor erótico». La palabra kinjiki también sirve como un nombre para colores prohibidos en los diferentes niveles de la nobleza japonesa. En su trama se aborda el matrimonio de un hombre homosexual con una joven mujer. Y, como en su anterior novela Confesiones de una máscara, la crítica la considera vinculada con la autobiografía del autor.

## Trama
Shunsuké Hinoki es un famoso escritor sexagenario que se siente atraído por la extraordinaria belleza de un joven homosexual llamado Yuichi. Lo ha conocido por medio de Yasuko, una joven de la que está enamorado, pero que no le corresponde ya que esta se siente atraída por Yuichi sin conocer sus inclinaciones. Tras la aparente estabilidad emocional de Shunsuké se esconde una vida atormentada con terribles fracasos sentimentales que da suelta en un diario que nunca verá la luz. Él, que ha dedicado su vida a la creación literaria, en un momento en que le ha abandonado la inspiración, ve en el joven y bello Yuichi la posibilidad de vengarse de las mujeres que le han hecho sufrir, le han menospreciado y humillado desde su juventud. Piensa iniciar su venganza con Yasuko, pactando con Yuichi que se case con ella pese a su incapacidad de amarla. Con su influencia, hará del joven apolíneo un personaje viviente de una novela que jamás escribirá, orientándole para que inflija el mayor sufrimiento posible a las mujeres que no podrán resistirse a sus encantos. Yuichi se sumerge en una serie de aventuras homosexuales al tiempo que cumple su pacto con el viejo escritor de seducir a varias mujeres para destrozarles el corazón. Lo que ignora el viejo escritor es lo que le deparará este juego perverso.